# Joinville (Brasilien)
Joinville, amtlich portugiesisch Município de Joinville, ist mit ca. 605.000 Einwohnern, davon die meisten deutscher Abstammung, die größte Stadt des südbrasilianischen Bundesstaates Santa Catarina. Neben Blumenau und Brusque gilt die Stadt als eines der Zentren der deutschen Kolonisation in diesem Bundesstaat. Sie ist 180 km von der Hauptstadt Florianópolis entfernt und Teil der Metropolregion Norte-Nordeste Catarinense.

## Gründung und Namensgebung
Die Stadt wurde im Jahr 1851 als Colônia Dona Francisca gegründet und nach Franziska von Brasilien, der Tochter des brasilianischen Kaisers Peter I. benannt. Im Jahr darauf wurde die Stadt in Joinville umbenannt, zu Ehren ihres Mannes François d’Orléans, prince de Joinville. Im Zuge eines Vertrages zwischen diesem, dem Schwager des brasilianischen Kaisers Dom Pedro II, und dem Hamburger Kolonisationsverein für Südbrasilien (Sociedade Colonizadora Hanseatica) wurden dem Verein 33.000 Hektar Land zur Verfügung gestellt. Der Verein musste wiederum 1.500 Einwanderer nach Brasilien bringen. Er gewann dafür vor allem Protestanten.
„Die Schweizer Einwanderung war in den Anfängen der Besiedlung von Dona Francisca von grosser Bedeutung. Die Schweizer machten selbst die Mehrheit der Koloniebevölkerung aus.“

## Stadtverwaltung
Stadtpräfekt (prefeito municipal, Bürgermeister) ist seit der Kommunalwahl 2020 für die Amtszeit 2021 bis 2024 Adriano Silva des Partido Novo. Die Legislative liegt bei der Munizipkammer Câmara Municipal aus 33 gewählten Stadträten (vereadores).

## Bevölkerungsentwicklung
Laut Volkszählung 2010 betrug die Bevölkerungszahl 515.288 Einwohner, von denen nur 13 % im nichturbanen Raum leben. Die Fläche beträgt rund 1.128 km² (2015), die Bevölkerungsdichte beträgt 457,6 Personen pro km². Das brasilianische Statistikinstitut IBGE schätzte die Bevölkerungszahl zum 1. Juli 2021 auf 604.708 Einwohner.
| Jahr | Einwohner                      | Stadt   | Land   |
| --- | ------------------------------ | ------- | ------ |
| 1872 | 7.650 Freie: 7.575 Sklaven: 75 | ?       | ?      |
| 1900 | 18.587                         | ?       | ?      |
| 1920 | 42.854                         | ?       | ?      |
| 1940 | 45.590                         | 17.569  | 28.021 |
| 1950 | 43.334                         | 21.390  | 21.944 |
| 1960 | 70.687                         | 55.553  | 15.134 |
| 1970 | 126.058                        | 112.131 | 13.927 |
| 1980 | 235.803                        | 222.296 | 13.507 |
| 1991 | 347.151                        | 334.674 | 12.477 |
| 2000 | 429.604                        | 414.972 | 14.632 |
| 2010 | 515.250                        | 497.788 | 17.462 |
| 2021 | 604.708                        | ?       | ?      |
| Die zur Anzeige dieser Grafik verwendete Erweiterung wurde dauerhaft deaktiviert. Wir arbeiten aktuell daran, diese und weitere betroffene Grafiken auf ein neues Format umzustellen. (Mehr dazu) |                                |         |        |

Quelle: IBGE (2011)

## Wirtschaft
Joinville hat die größte Industrie des Bundesstaates, mehr als 600 Industriebetriebe, eine große Anzahl von Banken und mehr als 15.000 Handels- und Dienstleistungsbetriebe. Darunter ist auch der lokale Automobilhersteller TAC Motors in der Stadt zu finden.
Neben der industriellen und wirtschaftlichen Entwicklung versucht die Stadt nun, neue Wege im Tourismus zu gehen und die Region dafür zu erschließen. Geboten werden Landtourismus, typische Feste, nationale Veranstaltungen und viele weitere Attraktionen in der ganzen Stadt.

## Kultur
1983 wurde das Tanzfestival ins Leben gerufen, heute eines der größten auf diesem Gebiet in Brasilien und sogar in Lateinamerika. Mehr als 400 Tänzer treffen sich jährlich im Juli. Tanzvorführungen findet man dann in der ganzen Stadt Joinville.
Das Fest Fenachopp, das 1988 ins Leben gerufen wurde, hat zum Ziel, die deutschen Traditionen in der Stadt zu erhalten. Es findet im Oktober statt, mit viel Musik, Tanz und Bier.

## Sport
Der führende Fußballverein der Stadt ist der Joinville Esporte Clube, er ist zwölffacher Staatsmeister und fünffacher Sieger des Staatspokals.

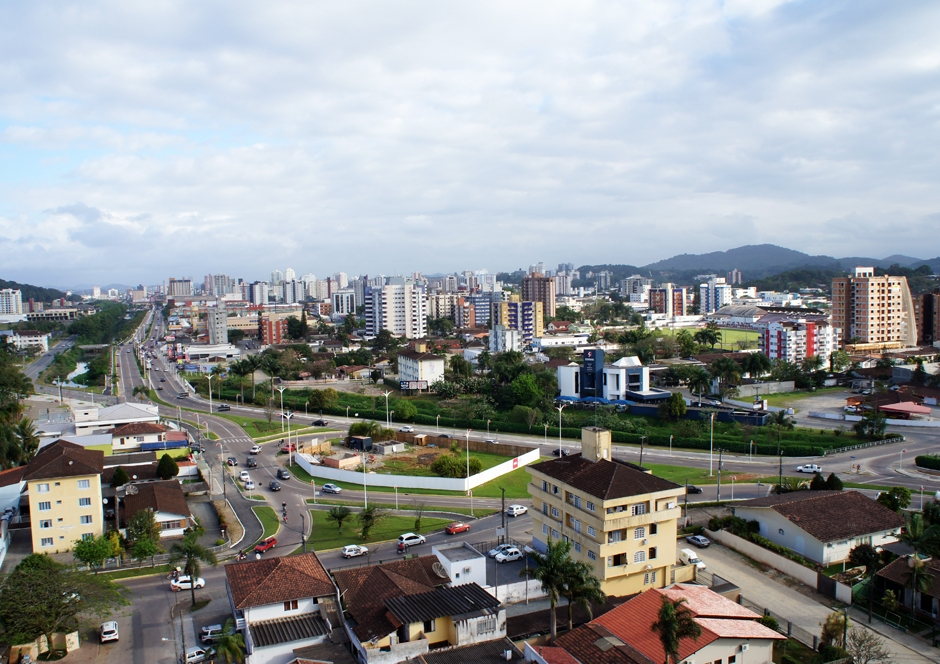
Stadtzentrum von Joinville
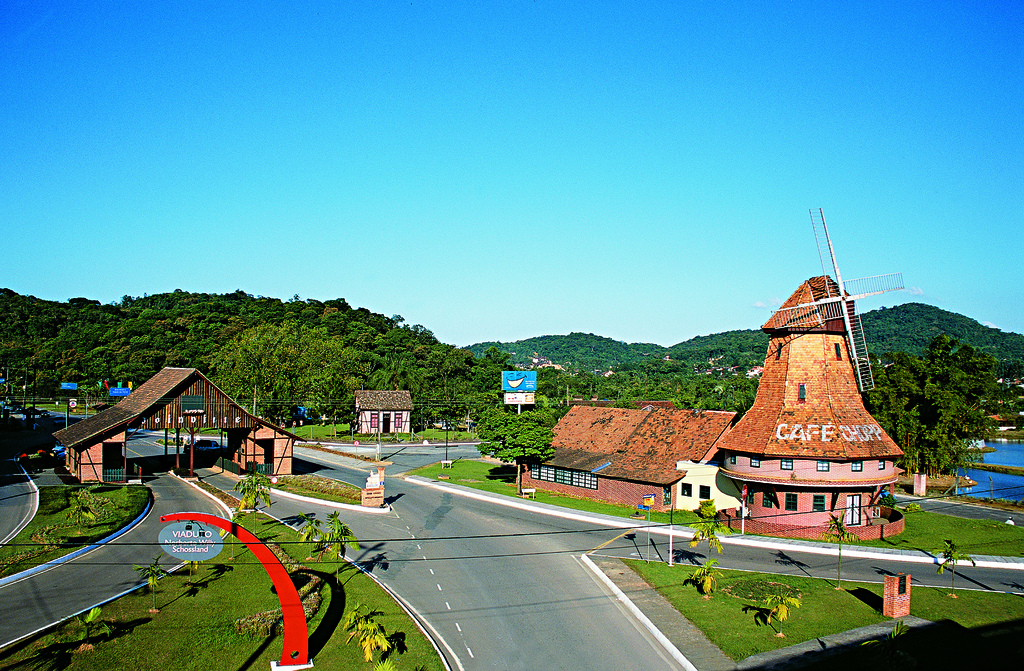
Zufahrt nach Joinville (Foto: Werner Zotz)

## Persönlichkeiten

### Söhne und Töchter der Stadt
- Maurício Gugelmin (* 1963), Formel-1-Rennfahrer
- Márcia Narloch (* 1969), Langstreckenläuferin
- Emerson Ramos Borges (* 1980), Fußballspieler
- Ana Cláudia Michels (* 1981), Fotomodell
- Eliane Martins (* 1986), Weitspringerin
- Alexandr Fier (* 1988), Schachgroßmeister
- Pedro Mometto (* 1990), Squashspieler
- Moacir da Rosa Wilmsen (* 1993), Fußballspieler
- Willian Popp (* 1994), Fußballspieler
- Letícia Melo (* 1997), Weitspringerin
- Pedro Boscardin Dias (* 2003), Tennisspieler
- Eduarda Henklein (* 2009), Kinderstar am Schlagzeug

### Personen mit Verbindung zu Joinville
- Christian Matthias Schröder (1778–1860), Hamburger Kaufmann und Initiator der Gründung der ersten Siedlung
- Ottokar Dörffel (1818–1906), deutscher Rechtsanwalt, Redakteur, Verleger, Bürgermeister von Glauchau und Joinville